# 40e corps d'armée (Allemagne)
Pour les articles homonymes, voir 40e corps d'armée.
Le 40e corps d'armée (XXXX. Armeekorps en allemand)  est un corps d'armée motorisé (motorisiert) de la Heer, l'armée de terre allemande, au sein de la Wehrmacht pendant la Seconde Guerre mondiale.

## Historique
Le XXXX. Armeekorps est formé le 26 janvier 1940 à Lübeck, dans le Wehrkreis X.
Il prend part aux invasions de la France et de la Grèce, avant d'être envoyé sur le front de l'Est.

Le 15 septembre 1940, il est réorganisé en un corps motorisé sous le nom de XXXX. Armeekorps (motorisiert), renommé XXXX. Panzerkorps le 9 juillet 1942.

## Hiérarchie des unités
| Nom          | Nbre d'hommes       | Unités subalternes                | Grade de commandement                 |
| ------------ | ------------------- | --------------------------------- | ------------------------------------- |
| Heeresgruppe | + 300 000           | 2 à + Armeen (Armées)             | Generaloberst ou Generalfeldmarschall |
| Armee        | + 100 000 - 300 000 | 2 à + Armeekorps (Corps d'armées) | General ou Generaloberst              |
| Armeekorps   | + 30 000 - 80 000   | 2 à + Divisionen (Division)       | Generalleutnant ou General            |
| Division     | + 10 000 – 20 000   | 2 à 6 Brigaden (Brigade)          | Generalmajor ou Generalleutnant       |
| Brigade      | + 3 000 – 5 000     | jusqu'à 3 Regimentern (Régiment)  | Oberst ou Generalmajor                |

## Organisation

### Commandants successifs
| Date                                | Grade                     | Commandant   |
| ----------------------------------- | ------------------------- | ------------ |
| 15 février 1940 - 1er juin 1940     | Generalleutnant           | Georg Stumme |
| 1er juin 1940 - 14 septembre 1940   | General der Kavallerie    | Georg Stumme |
| 15 septembre 1940 - 14 janvier 1942 | General der Panzertruppen | Georg Stumme |
| 15 janvier 1942 - 16 février 1942   | General der Infanterie    | Hans Zorn    |
| 16 février 1942 - 9 juillet 1942    | General der Panzertruppen | Georg Stumme |

### Chef des Generalstabes
| Date                           | Grade               | Commandant            |
| ------------------------------ | ------------------- | --------------------- |
| 5 février 1940 - 10 mai 1942   | Oberst i.G.         | Eberhard von Kurowski |
| 1er juin 1942 - 9 juillet 1942 | Oberstleutnant i.G. | Carl Wagener          |

### 1. Generalstabsoffizier (Ia)
| Date                        | Grade               | Commandant                |
| --------------------------- | ------------------- | ------------------------- |
| Février 1940 - Juillet 1940 | Oberstleutnant i.G. | Gerhard Feyerabend        |
| Juillet 1940 - ? 1941       | Oberstleutnant i.G. | Hans-Joachim von der Burg |
| ? 1941 - 9 juillet 1942     | Major i.G.          | Joachim Hesse             |

## Théâtres d'opérations
- Allemagne : janvier 1940 - mai 1940
- France : mai 1940 - juin 1940
- Pologne et Autriche : juin 1940 - février 1941
- Roumanie, Bulgarie et Balkans : février 1941 - août 1941
- Front de l'Est, secteur centre : août 1941 - juin 1942

## Ordre de batailles

### Rattachement d'Armées
| Date      | Armée          | Groupe d'Armées    |
| --------- | -------------- | ------------------ |
| 1940      |                |                    |
| Mai       | 9. Armee       | Heeresgruppe B     |
| Juin      | 6. Armee       | Heeresgruppe B     |
| Juillet   | BdE            | -                  |
| Septembre | z. Vfg.        | Heeresgruppe B     |
| Novembre  | 12. Armee      | Heeresgruppe B     |
| 1941      |                |                    |
| Janvier   | 17. Armee      | Heeresgruppe B     |
| Février   | 12. Armee      | OKH                |
| Mars      | Panzergruppe 1 | OKH                |
| Avril     | 12. Armee      | OKH                |
| Juin      | BdE            | -                  |
| Juillet   | z. Vfg.        | OKH                |
| Août      | z. Vfg.        | Heeresgruppe Mitte |
| Septembre | 9. Armee       | Heeresgruppe Mitte |
| Octobre   | Panzergruppe 4 | Heeresgruppe Mitte |
| 1942      |                |                    |
| Janvier   | 3. Panzerarmee | Heeresgruppe Mitte |
| Mai       | -              | OKH                |
| Juin      | 6. Armee       | Heeresgruppe Süd   |

### Unités subordonnées

#### Unités organiques
- Arko 125
- Arko 133
- Korps-Nachrichten-Abteilung 440
- Korps-Nachschubtruppen 440

#### Unités rattachées
30 mai 1940
- 87. Infanterie-Division
- 44. Infanterie-Division
- 33. Infanterie-Division

8 juin 1940
- 87. Infanterie-Division
- 44. Infanterie-Division

12 août 1941
- 102. Infanterie-Division
- 206. Infanterie-Division
- 256. Infanterie-Division

2 septembre 1941
- 256. Infanterie-Division
- 102. Infanterie-Division

2 octobre 1941
- 2. Panzer-Division
- 10. Panzer-Division
- 258. Infanterie-Division

2 janvier 1942
- 19. Panzer-Division
- 216. Infanterie-Division
- 10. Infanterie-Division
- 403. Sicherungs-Division
- 56. Infanterie-Division

3 février 1942
- 10. Infanterie-Division
- 331. Infanterie-Division

22 avril 1942
- 331. Infanterie-Division
- 216. Infanterie-Division
- 19. Panzer-Division
- 131. Infanterie-Division
- 10. Infanterie-Division
- 403. Sicherungs-Division
- 211. Infanterie-Division
- Gruppe Schlemm

24 juin 1942
- 336. Infanterie-Division
- 3. Panzer-Division
- 23. Panzer-Division
- 29. Infanterie-Division (motorisiert)

## Source
XXXX. Armeekorps, sur Lexikon-der-wehrmacht.de.